# 136
| 136                |
| ------------------ |
| Dødsfald - Fødsler |
|                    |

| Gregoriansk kalender | 136 CXXXVI              |
| Ab urbe condita      | 889                     |
| Armensk kalender     | I/T                     |
| Kinesiske kalender   | 2832 – 2833 乙亥 – 丙子 |
| Etiopisk kalender    | 128 – 129               |
| Jødisk kalender      | 3896 – 3897             |
| Hindukalendere       |                         |
| - Vikram Samvat      | 191 – 192               |
| - Shaka Samvat       | 58 – 59                 |
| - Kali Yuga          | 3237 – 3238             |
| Iransk kalender      | 486 BP – 485 BP         |
| Islamisk kalender    | 501 BH – 500 BH         |

Se også 136 (tal)